# Tachinus marginatus
Tachinus marginatus är en skalbaggsart som först beskrevs av Fabricius 1793.  Tachinus marginatus ingår i släktet Tachinus, och familjen kortvingar. Arten är reproducerande i Sverige.